# Violet Hunt
Isobel Violet Hunt (Durham, 28 de septiembre de 1862 - 16 de enero de 1942) fue una escritora y anfitriona literaria británica. Escribió novelas feministas. Fundó la Women Writers’ Suffrage League en 1908 y participó en la fundación del PEN Club Internacional en 1921.

## Biografía
Hunt nació en Durham. Su padre era el artista Alfred William Hunt, y su madre la traductora y novelista Margaret Raine Hunt. La familia se trasladó a Londres en 1865 y ella creció entre el grupo Prerrafaelita, conociendo a John Ruskin y a William Morris. Se cuenta la historia de que Oscar Wilde, amigo con el que se intercambiaba correspondencia, le propuso matrimonio en Dublín en 1879; lo significativo de este hecho es que lleva a concluir que ella era suficientemente mayor para poder comprometerse, lo que señala que la fecha de nacimiento correcta es 1862 (y no 1866 cómo se menciona a menudo).
Los escritos de Hunt abarcaron toda una serie de estilos literarios, incluidos cuentos, novelas, memorias y biografía. Era una feminista activa y sus novelas The Maiden's Progress y A Hard Woman fueron obras del género Nueva Mujer, mientras que su colección de cuentos Tales of the Uneasy son un ejemplo de ficción sobrenatural. Su novela White Rose of Weary Leaf se considera su mejor trabajo, mientras que su biografía de Elizabeth Siddal se considera poco confiable, debido a su animosidad contra el esposo de Siddal, Dante Gabriel Rossetti. También participó activamente en organizaciones de escritores, fundando la Women Writers’ Suffrage League en 1908 y participó en la fundación del PEN Club Internacional en 1921.
A pesar de su considerable producción literaria, Hunt es fundamentalmente recordada por los salones literarios que celebraba en su casa, South Lodge, en Campden Hill. Entre sus invitados se encontraban Rebecca West, Ezra Pound, Joseph Conrad, Wyndham Lewis, D. H. Lawrence y Henry James. Ayudó a Ford Madox Hueffer (más tarde conocido como Ford Madox Ford) a establecer The English Review en 1908. Muchas de estas personas fueron posteriormente caracterizadas en sus novelas, notablemente en Their Lives and Their Hearts (Sus vidas y sus corazones).
Nunca se casó, aunque mantuvo varias relaciones, principalmente con hombres mayores. Entre sus amantes se encontraban Somerset Maugham y H. G. Wells, aunque su romance más notable fue con el casado Hueffer, que vivió con ella desde aproximadamente 1910 hasta 1918 en su casa South Lodge (un período durante el que estuvo encarcelado ocho días en 1911 por negarse a pagar a su esposa para el sustento de sus dos hijas). Ella protagoniza dos de las novelas de él: sería la intrigante Florence Dowell en El buen soldado y la promiscua Sylvia Tietjens en su tetralogía Parade's End. También fue la inspiración para el personaje de Rose Waterfield en la novela de Somerset Maugham La Luna y seis peniques y Norah Nesbit en Of Human Bondage. Es asimismo la fuente de inspiración para Claire Temple, el personaje central de There Were No Windows (1944) de Norah Hoult.

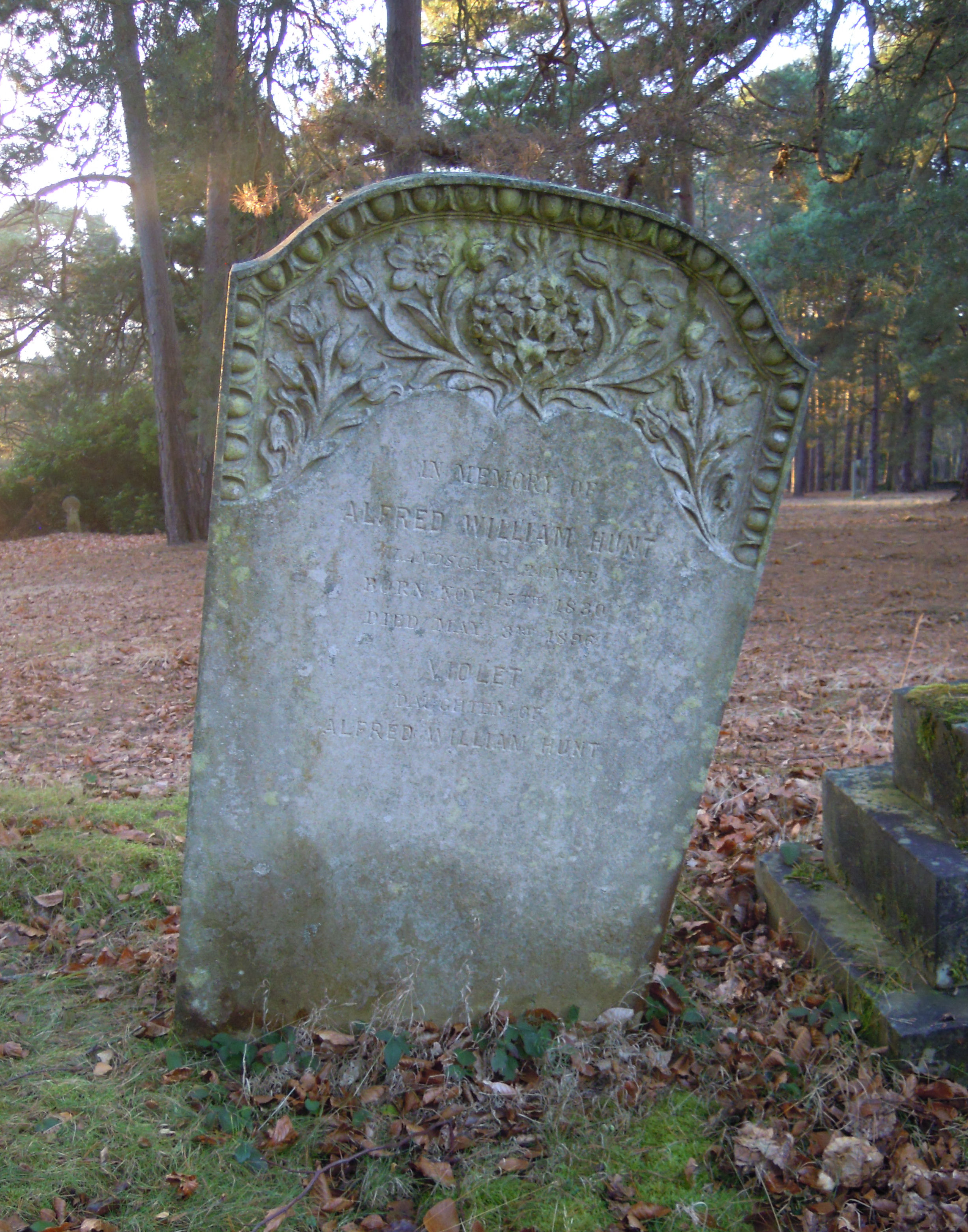
La tumba de Hunt en el cementerio de Brookwood.

Hunt también escribió dos colecciones de historias sobrenaturales, Tales of the Uneasy y More Tales of the Uneasy. EF Bleiler describió Tales of the Uneasy como un compendio de "historias excelentes, en las que lo sobrenatural se utiliza como una excusa técnica para mostrar ironías del destino y la relación íntima entre la vida y la muerte". Tales of the Uneasy también fue incluido por el historiador de terror RS Hadji en su lista de libros de terror "injustamente olvidados".
Violet Hunt murió de neumonía en su casa en 1942. Su tumba y la de sus padres está en el cementerio de Brookwood.

## Obra
- The Maiden's Progress (1894)
- A Hard Woman, a Story in Scenes (1895)
- The Way of Marriage (1896)
- Unkist, Unkind! (1897)
- The Human Interest – A Study in Incompatibilities (1899)
- Affairs of the Heart (1900) stories
- The Celebrity at Home (1904)
- Sooner Or Later (1904)
- El gato (1905)
- La mujer del día a día (1906)
- Rosa blanca de hoja cansada (1908)
- La esposa de Altamont (1910)
- The Life Story of a Cat (1910)
- Historias de Tales of the Uneasy (1911)
- The Doll (1911)
- The Governess (1912) with Margaret Raine Hunt
- The Celebrity's Daughter (1913)
- The Desirable Alien (1913) (with Ford Madox Hueffer)
- The House of Many Mirrors (1915)
- Zeppelin Nights: A London Entertainment (1916) con Ford Madox Hueffer
- Their lives (1916)
- La última zanja (1918)
- Their Hearts (1921)
- Tiger Skin (1924) stories
- More Tales of The Uneasy (1925) stories
- The Flurried Years (1926) autobiography, (U.S., I Have This To Say)
- The Wife of Rossetti – Her Life and Death (1932)
- Return of the Good Soldier: Ford Madox Ford and Violet Hunt's 1917 Diary (1983) (with Ford Madox Ford)

## Otras lecturas
- Goldring, Douglas (1943). South Lodge. Reminiscences of Violet Hunt, Ford Madox Ford and the English Review Circle. Constable.
- Belford, Barbara (1990). Violet: The Story of the Irrepressible Violet Hunt and Her Circle of Lovers and Friends – Ford Madox Ford, H.G. Wells, Somerset Maugham, and Henry James. Simon & Schuster. ISBN 0-671-64351-7.[7]
- Hardwick, Joan (1990). An Immodest Violet. The Life of Violet Hunt. Andre Deutsch Ltd. ISBN 0-233-98639-1.